# ホセ・デポーラ
ホセ・アルベルト・デポーラ・カルモナ（Jose Alberto De Paula Carmona, 1988年3月4日 - ）は、ドミニカ共和国・サントドミンゴ州サントドミンゴ・ノルテ市ビジャ・メジャ出身のプロ野球選手（投手）。左投右打。CPBLの中信兄弟所属。CPBLでの登録名は「德保拉」。

## 経歴

### プロ入りとパドレス傘下時代
2006年11月1日にサンディエゴ・パドレスと契約。
2007年、ルーキー級ドミニカン・サマーリーグ・パドレスでプロデビュー。14試合に登板し、2勝5敗・防御率2.44だった。
2008年はルーキー級アリゾナリーグ・パドレスで13試合に登板し、4勝3敗・防御率3.57だった。
2009年はA-級ユージーン・エメラルズで2試合に登板し、1勝0敗・防御率2.79だった。
2010年はA級フォートウェイン・ティンキャップスで20試合に登板し、8勝5敗・防御率3.27だった。
2011年はA+級レイクエルシノア・ストームで26試合に登板し、10勝5敗・防御率5.22だった。オフの11月18日にパドレスとメジャー契約を結び、40人枠入りした。
2012年3月8日にパドレスと1年契約に合意。3月15日にAA級サンアントニオ・ミッションズへ異動した。その後就労ビザを取得できず、4月4日に制限リスト入りした。結局この年はプレーしなかった。
2013年3月9日にパドレスと1年契約に合意。3月10日にAA級サンアントニオへ異動した。この年はAA級サンアントニオで14試合に登板し、4勝6敗・防御率3.86だった。

### ジャイアンツ傘下時代
2013年11月20日にウェーバーでサンフランシスコ・ジャイアンツへ移籍した。
2014年3月4日にジャイアンツと1年契約に合意。3月12日にAAA級フレズノ・グリズリーズへ異動した。AAA級フレズノでは16試合に登板し、4勝3敗1セーブ・防御率4.21だった。7月23日に腹斜筋を故障し、7月25日にDFAとなった後、31日に放出された。8月4日にジャイアンツとマイナー契約で再契約した。契約後は7日間の故障者リスト入りし、そのままシーズンを終えた。オフの11月8日にFAとなった。

### ヤンキース時代
2014年11月12日にニューヨーク・ヤンキースと51万ドルの1年契約を結んだ。
2015年3月19日にAAA級スクラントン・ウィルクスバリ・レイルライダースへ異動したが、前年の肩の故障で7日間の故障者リスト入りとなった。6月2日に故障者リストから外れ、同日のポータケット・レッドソックス戦でようやく初登板し、先発として3試合に登板。2勝0敗、防御率1.53の好投をみせ、6月17日にメジャー初昇格を果たした。6月21日のデトロイト・タイガース戦でメジャーデビュー。6回途中から登板して3.1回を1失点だった。6月24日にイバン・ノバが故障者リストから復帰したためDFAとなり、6月26日にAAA級スクラントン・ウィルクスバリへ降格した。降格後は3試合に登板したが、0勝3敗、防御率11.70と打ち込まれた。7月10日に再び7日間の故障者リスト入りし、そのままシーズンを終えた。メジャー1年目となったこの年は、1試合の登板にとどまった。

### 石川時代
2017年3月31日に日本の独立リーグであるベースボール・チャレンジ・リーグの石川ミリオンスターズへ入団。6月13日に自由契約となり、退団した。

### メキシカンリーグ時代
2018年5月4日にメキシカンリーグのモンテレイ・サルタンズと契約した。
2019年もモンテレイで開幕を迎えたが、7月31日にレオン・ブラボーズにトレード移籍した。この年はシーズン通算で18試合に登板し、6勝1敗、防御率4.68という成績だった。

### 中信兄弟時代
2020年1月6日にCPBLの中信兄弟と契約した。自身5連敗中で迎えた6登板目となる5月16日の統一ライオンズ戦で、7回1失点12奪三振と好投し来台初勝利を挙げた。上半季（前期）優勝マジック1で迎えた7月14日の統一ライオンズ戦では、9回1失点で完投勝利を果たし胴上げ投手となった。同月には4勝0敗、防御率1.91を記録し、月間MVPに輝いた。8月7日の楽天モンキーズ戦で7回途中3失点で敗戦投手となり、5月16日から続いていた自身の連勝が9でストップした。その後は再び勝ち星を重ね、最終的には16勝、防御率3.20を記録し最多勝利、最優秀防御率、最多奪三振、最優秀選手、ベストナインを獲得するなど、タイトルを総なめした。
2021年は、3月13日の統一ライオンズ戦で開幕投手を務めるも、4回途中3失点で勝敗が付かなかった。4月には5勝、防御率0.69をマークし自身2度目の月間MVPに選出された。8月17日の楽天モンキーズ戦では6回から4イニングを投げ、無失点に抑え上半季の胴上げ投手となった。最終的に26試合に登板して16勝4敗、防御率1.77、187奪三振という成績を残し、2年連続で最優秀防御率と最多奪三振のタイトルを獲得した。
2022年は24試合に登板して14勝4敗、防御率2.44、158奪三振という成績を挙げ、2年ぶり2度目の最多勝と3年連続となる最多奪三振のタイトルを獲得した。
2023年5月20日の楽天モンキーズ戦でシーズン4勝目を挙げ、ホセ・ヌーニェスの持つ記録（91試合）を破り、歴代最速となる85試合目でのCPBL通算50勝を達成した。

## 詳細情報

### 年度別投手成績
| 年 度     | 球 団     | 登 板 | 先 発 | 完 投 | 完 封 | 無 四 球 | 勝 利 | 敗 戦 | セ 丨 ブ | ホ 丨 ル ド | 勝 率 | 打 者 | 投 球 回 | 被 安 打 | 被 本 塁 打 | 与 四 球 | 敬 遠 | 与 死 球 | 奪 三 振 | 暴 投 | ボ 丨 ク | 失 点 | 自 責 点 | 防 御 率 | W H I P |
| --------- | --------- | ----- | ----- | ----- | ----- | -------- | ----- | ----- | -------- | ----------- | ----- | ----- | -------- | -------- | ----------- | -------- | ----- | -------- | -------- | ----- | -------- | ----- | -------- | -------- | ------- |
| 2015      | NYY       | 1     | 0     | 0     | 0     | 0        | 0     | 0     | 0        | 0           | ----  | 15    | 3.1      | 2        | 1           | 4        | 0     | 0        | 2        | 0     | 0        | 1     | 1        | 2.70     | 1.80    |
| 2020      | 兄弟      | 27    | 26    | 1     | 0     | 0        | 16    | 9     | 0        | 0           | .640  | 721   | 174.1    | 154      | 17          | 48       | 0     | 11       | 192      | 4     | 0        | 72    | 62       | 3.20     | 1.16    |
| 2021      | 兄弟      | 26    | 25    | 2     | 0     | 1        | 16    | 4     | 0        | 0           | .800  | 713   | 178.0    | 151      | 7           | 25       | 0     | 11       | 187      | 2     | 0        | 43    | 35       | 1.77     | 0.99    |
| 2022      | 兄弟      | 24    | 24    | 3     | 3     | 1        | 14    | 4     | 0        | 0           | .778  | 650   | 162.0    | 145      | 3           | 21       | 0     | 12       | 158      | 4     | 2        | 47    | 44       | 2.44     | 1.02    |
| 2023      | 兄弟      | 27    | 27    | 0     | 0     | 0        | 10    | 9     | 0        | 0           | .526  | 737   | 173.1    | 190      | 9           | 39       | 0     | 11       | 139      | 3     | 0        | 74    | 68       | 3.53     | 1.32    |
| 2024      | 兄弟      | 20    | 20    | 0     | 0     | 0        | 10    | 5     | 0        | 0           | .667  | 516   | 127.0    | 118      | 6           | 21       | 0     | 8        | 91       | 2     | 1        | 48    | 43       | 3.05     | 1.09    |
| MLB：1年  | MLB：1年  | 1     | 0     | 0     | 0     | 0        | 0     | 0     | 0        | 0           | ----  | 15    | 3.1      | 2        | 1           | 4        | 0     | 0        | 2        | 0     | 0        | 1     | 1        | 2.70     | 1.80    |
| CPBL：5年 | CPBL：5年 | 124   | 122   | 6     | 3     | 0        | 66    | 31    | 0        | 0           | .680  | 3337  | 814.2    | 758      | 42          | 154      | 0     | 53       | 767      | 15    | 3        | 284   | 252      | 2.78     | 1.12    |

- 2024年度シーズン終了時
- 各年度の太字はリーグ最高

### 年度別守備成績
| 年 度 | 球 団 | 投手（P） | 投手（P） | 投手（P） | 投手（P） | 投手（P） | 投手（P） |
| 年 度 | 球 団 | 試 合     | 刺 殺     | 補 殺     | 失 策     | 併 殺     | 守 備 率  |
| ----- | ----- | --------- | --------- | --------- | --------- | --------- | --------- |
| 2015  | NYY   | 1         | 0         | 0         | 0         | 0         | ----      |
| 2020  | 兄弟  | 27        | 5         | 26        | 3         | 0         | .912      |
| 2021  | 兄弟  | 26        | 12        | 24        | 3         | 0         | .923      |
| 2022  | 兄弟  | 24        | 5         | 23        | 1         | 1         | .966      |
| 2023  | 兄弟  | 27        | 7         | 25        | 1         | 1         | .941      |
| 2024  | 兄弟  | 20        | 3         | 14        | 2         | 1         | .895      |
| MLB   | MLB   | 1         | 0         | 0         | 0         | 0         | ----      |
| CPBL  | CPBL  | 124       | 32        | 112       | 10        | 3         | .935      |

- 2024年度シーズン終了時

### 独立リーグでの年度別投手成績
| 年 度     | 球 団     | 登 板 | 完 投 | 勝 利 | 敗 戦 | セ 丨 ブ | 勝 率 | 打 者 | 投 球 回 | 被 安 打 | 被 本 塁 打 | 与 四 球 | 与 死 球 | 奪 三 振 | 暴 投 | ボ 丨 ク | 失 点 | 自 責 点 | 防 御 率 | W H I P |
| --------- | --------- | ----- | ----- | ----- | ----- | -------- | ----- | ----- | -------- | -------- | ----------- | -------- | -------- | -------- | ----- | -------- | ----- | -------- | -------- | ------- |
| 2017      | 石川      | 8     | 0     | 2     | 4     | 0        | .333  | 194   | 43.2     | 50       | 1           | 14       | 3        | 39       | 1     | 1        | 26    | 20       | 4.12     | 1.48    |
| 通算：1年 | 通算：1年 | 8     | 0     | 2     | 4     | 0        | .333  | 194   | 43.2     | 50       | 1           | 14       | 3        | 39       | 1     | 1        | 26    | 20       | 4.12     | 1.48    |

### タイトル
CPBL
- 最多勝利：2回（2020年、2022年）
- 最優秀防御率：2回（2020年、2021年）
- 最多奪三振：3回（2020年、2021年、2022年）

### 表彰
CPBL
- 最優秀選手：2回（2020年、2021年）
- ベストナイン：3回（投手部門：2020年、2021年、2022年）
- 月間MVP：3回（投手部門：2020年7月、2021年4月、2022年10月）
- 台湾シリーズ優秀選手：1回（2021年）

### 記録
CPBL
- 初登板・初先発登板：2020年4月14日、対富邦ガーディアンズ1回戦（台中インターコンチネンタル野球場）、7回2失点
- 初奪三振：同上、1回表に胡金龍から空振り三振
- 初勝利・初先発勝利：2020年5月16日、対統一ライオンズ10回戦（台南市立野球場）、7回1失点
- 初完投勝利：2020年7月14日、対統一ライオンズ20回戦（台南市立野球場）、9回1失点

### 背番号
- 64（2015年）
- 55（2017年）
- 46（2020年 - ）